# Willoughby Dayton Miller
Willoughby Dayton Miller (Alexandria, 1º agosto 1853 – Newark, 27 luglio 1907) è stato un medico, microbiologo e odontoiatra statunitense, noto per essere stato il primo microbiologo orale e per aver concepito la teoria moderna sulle carie.

## Biografia
(William C. Barret)
Willoughby Dayton Miller nacque da John H. Miller e Nancy L. Sommerville ad Alexandria (Ohio, USA) il 1º Agosto 1853. La sua educazione ebbe inizio nella scuola pubblica della sua città natale. Nel contempo, aiutava anche la sua famiglia nella conduzione della loro fattoria. Nel 1865 Miller si trasferì, insieme ai propri genitori, a Newark, Ohio, dove si diplomò al liceo nel 1871. Nello stesso anno entrò all’Università del Michigan, dove rimase fino al 1875 e in cui conseguì la laurea in Matematica e Fisica. Successivamente si trasferì in Scozia, dove prese parte a corsi aggiuntivi di chimica, matematica e fisica. Durante il periodo di studi ad Edimburgo, ebbe gravi problemi finanziari a causa del fallimento della banca di cui era cliente e perse quasi tutti i suoi soldi. Per questo motivo non poté continuare gli studi.
Viste le difficoltà economiche, Miller cercò fortuna a Berlino. Fu qui che conobbe il dentista e ricercatore americano Frank Abbott, il quale, dopo avergli parlato, tornò a casa dalla moglie dicendole: "Questo è il tipo di uomo che voglio per mia figlia". Non passò molto tempo che Abbott gli trovò lavoro come interprete e, in più, chiese a Miller di tenere delle lezioni aggiuntive alla moglie e alla figlia. Grazie alla frequentazione di casa Abbott, il giovane Willoughby si innamorò della figlia Caroline che sposò il 26 ottobre del 1879. Fu proprio il suocero Frank che lo fece appassionare alla professione e agli studi odontoiatrici e che lo sostenne quando decise di tornare negli Stati Uniti per studiare odontoiatria e diventare dentista.
Tornato in America, nella primavera del 1879 Miller si laureò in chirurgia odontoiatrica al Philadelphia Dental College, in Pennsylvania. Recatosi di nuovo nel 1880 a Berlino, mentre lavorava con il suocero nel suo studio, continuò i suoi studi e si laureò in Medicina, ponendo le sue attenzioni principalmente sulla Microbiologia. Dal 1884 fu nominato docente di Odontoiatria Operativa presso la locale Università, un onore raramente conferito a uno straniero e mai prima di allora a un dentista. Nel 1885, dopo che ottenne la licenza per poter esercitare, divenne esaminatore di Stato per l'odontoiatria a Berlino. La sua presenza in queste prestigiose e ambite posizioni suscitò all'inizio molta opposizione da parte dei dentisti tedeschi, alcuni dei quali chiesero ripetutamente al ministro dell'Istruzione di dare gli incarichi solo a professionisti tedeschi. Questa opposizione fu presto superata e Miller fu riconosciuto ovunque come una delle principali autorità odontoiatriche e batteriologhe del suo tempo. Nel 1887 Miller conseguì il Dottorato di ricerca alla Facoltà di Medicina di Berlino, con la tesi "Funghi patogeni della bocca". Come dentista non era secondo a nessuno a Berlino. L'imperatrice Augusta e altri membri della famiglia imperiale furono inclusi tra i suoi numerosi e illustri pazienti, mentre nel 1906 l'imperatore, in una lettera personale, lo nominò "consigliere medico privato". Fu presidente dell'Associazione Dentale Nazionale Tedesca, dell'Associazione delle Facoltà Dentali di quella nazione, dell'American Dental Society of Europe e della World Dental Federation. Fu anche membro onorario di una quarantina di associazioni odontoiatriche in America e all'estero.
Ebbe, inoltre, l’opportunità di frequentare i laboratori di Robert Koch e in un decennio — basandosi anche sulla fiorente letteratura microbiologica tedesca ed europea che aveva avuto un enorme sviluppo proprio sotto l’influenza di Koch — compì una vasta serie di ricerche sulla microbiologia del cavo orale,che lo portarono a formulare la teoria acida chimico-parassitaria, ancora oggi punto di origine della maggior parte delle ricerche di Cariologia. Egli lavorò intensamente, risolvendo problemi di natura odontoiatrica con senso critico, completezza e versatilità di metodi.
Delle poche opere che scrisse, la più famosa venne pubblicata in Germania nel 1889 sotto il titolo di "Die Mikroorganismen der Mundhöhl" ("i microrganismi della bocca umana"), ancora oggi un classico della letteratura scientifica di questo ambito. La versione inglese, riveduta ed ampliata, venne pubblicata a Philadelphia nel 1890 con il titolo "The Micro-organism of the Human Mouth". La peculiarità di questo libro è che esso rappresenta il primo grande tentativo di risolvere una serie di problemi dentali irrisolti attraverso un approccio scientifico, l'eziologia della carie. Inoltre, Miller fu il primo ad avanzare nel 1890 la teoria in base alla quale la carie era provocata dalla dissoluzione dentaria prodotta da un acido dovuto alla fermentazione dei carboidrati da parte della flora batterica propria del cavo orale. Questa è ora generalmente accettata come il fondamento della "teoria chimico-parassitaria"; ma né Miller né i suoi seguaci sostenevano che questa teoria potesse spiegare tutti i fenomeni della carie dentale. La pubblicazione di questa opera cambiò radicalmente il modus operandi dei dentisti del tempo. Si passò, infatti, da un approccio di tipo interventista ad uno preventivo.
Miller era un eccezionale istopatologo e le sue indagini sulle carie della dentina e sulle infezioni della polpa rappresentarono un enorme passo verso la scienza moderna. La vicinanza del piccolo laboratorio di Miller all'istituto di Robert Koch permette di spiegare l'interesse del professore di odontoiatria nella Microbiologia generale oltre che in quella orale. I metodi di Miller nella determinazione e la differenziazione dei ceppi erano versatili, per quanto le sue strutture limitate consentissero (il suo laboratorio di ricerca misurava circa 2,7 m2). I limiti di Miller in termini di strumentazione gli erano peraltro noti; egli sapeva che un microbiologo orale poteva fare affidamento raramente sulla morfologia: "La forma di un fungo in sé non ci permette di trarre conclusioni circa il suo carattere specifico".
Nel 1907 Miller accettò la carica di decano del Dental College dell'Università del Michigan, sua alma mater. Furono fatti degli sforzi per farlo rimanere a Berlino: un ricco mercante si offrì addirittura di costruire, equipaggiare e sostenere un laboratorio di ricerca per lui in quella città; egli decise comunque di lasciare l'Università e portò la sua famiglia negli Stati Uniti, prevedendo di iniziare le sue funzioni ad Ann Arbor nell'ottobre 1907. Nell'estate di quell'anno, tuttavia, durante una visita con la sua famiglia a parenti ad Alexandria, fu colpito da appendicite e morì il 27 Luglio dopo un'operazione al City Hospital di Newark. Gli sopravvissero sua moglie e i loro tre figli, un maschio e due femmine. È sepolto ad Alexandria presso il cimitero di Maple Grove. Pur spostandosi da un Paese all'altro, Miller non dimenticò mai le sue radici dell'Ohio. Visitò spesso la sua fattoria e nel 1892 acquistò la fattoria di famiglia ad Alexandria, affidandola a suo nipote, O.A. Brooks.
Miller fu anche un bravo giocatore di golf. Infatti egli fu, oltre che presidente, anche il fondatore nel 1895 del "Berlin Golf Club", poi successivamente ribattezzato "Golf-und Landclubs Berlin-Wannsee", oggi il più antico circolo di golf tedesco. Egli, tuttavia, non si limitò solo ad istituirlo, ma portò il suo circolo anche ad ottenere risultati di prestigio. Infatti in occasione del 115º anniversario della fondazione del club nel 2010 si è scoperto che, durante la sua carriera di sportivo, Miller deteneva il titolo di campione di golf di Austria e Germania. Tale scoperta ha suscitato notevole interesse in Thomas Hoffmann, attuale presidente della Società Tedesca per l'Odontoiatria, Medicina Orale e Medicina Maxillo-facciale, il quale, con una piccola donazione, ha deciso di avviare un vero e proprio torneo in onore del suo predecessore, la "Miller Cup". Questo torneo, attualmente, è pubblicizzato dal circolo come "challenge cup" in occasione degli anniversari del club stesso. In un'intervista, Hoffmann dichiarò di essere molto colpito di come il suo collega riuscisse a conciliare il suo lavoro di scienziato con la sua carriera sportiva, portando avanti entrambe con notevole successo.
Oltre alla sua “Major Opus” tra il 1881 e il 1907, Miller è stato autore di 164 pubblicazioni su riviste scientifiche tedesche, inglesi e nordamericane. Egli padroneggiava la lingua tedesca come la sua lingua madre e pubblicò le sue scoperte principalmente in tedesco. Tuttavia, non volle mai accettare la cittadinanza tedesca. Nel 1902 pubblicò un articolo intitolato "La presenza di placche batteriche sulla superficie dei denti, e la loro importanza" nella rivista Dental Cosmos. Le pubblicazioni di Miller portarono allo sviluppo di un interesse sempre maggiore verso l'igiene orale. Nel 1913 il dentista americano Alfred C. Fones aprì la "Fones Clinic for Dental Hygienists" a Bridgeport, in Connecticut, il primo istituto per la formazione a livello universitario degli igienisti dentali.
Grazie ai suoi risultati, è stato suggerito che gli anni 1890 fossero chiamati "The Miller Decade".
Gli studi di Miller e, più tardi, la scoperta dei raggi X da parte di Wilhelm Conrad Röntgen, rivoluzionarono letteralmente la professione odontoiatrica, indirizzandola così lungo percorsi sconosciuti, i cui effetti si ripercossero su qualsiasi aspetto della ricerca, dell'istruzione e della pratica clinica.

## Contesto storico
Numerose sono le ipotesi emesse nei confronti dell'eziologia e della patogenesi della carie dentale nel corso delle varie epoche storiche. Le principali sono raggruppabili in due grandi periodi che sono stati distinti in:
- periodo “osservazionale”, che va dai primordi alla fine del 1700, durante il quale medici ed odontoiatri si limitavano ad osservare le malattie e il loro progredire senza ipotizzarne le possibili cause;
- periodo “sperimentale”, che parte dagli inizi del 1800 per arrivare ai nostri giorni, nel quale osservazioni, teorie e ipotesi sono state comprovate attraverso opportune sperimentazioni.[22]

### Teorie del periodo sperimentale
Sul finire del 1700 non vi era ancora la minima sicurezza scientifica riguardo all’eziologia della carie. John Hunter scriveva a tale proposito:
(Hunter, 1771)
Solo alla metà del 1800 furono emesse le prime ipotesi sull’eziopatogenesi della carie fondate su basi scientifiche. Successivamente, grazie al progredire della ricerca nel corso del 1800 e del 1900 furono sviluppate diverse teorie circa lo sviluppo delle carie. Queste possono essere classificate in:
- Teorie intrinseche, tra cui la più rilevante era la teoria infiammatoria o vitale.
- Teorie estrinseche, tra cui la teoria chimico-parassitaria di Miller[23].

### Teorie intrinseche

#### Teoria infiammatoria o vitale
La “teoria vitale o infiammatoria” sosteneva che la carie potesse originare spontaneamente, come malattia infiammatoria (o degenerativa), all’interno del dente: i tessuti duri di esso, quindi, si disfacevano perché minati dall’interno.
Il primo a proporre questa ipotesi fu Bartolomeo Eustachio, che nel suo “Libellus de dentibus” (1563) affermava che l’eccesso di cibo fosse in grado di suscitare nei denti la malattia.
Al finire del secolo essa trovò sostenitori negli americani Heitzmann e F.C. Bodecker, i quali affermavano che la carie fosse una “eburneite” ossia “un’infiammazione primaria nella dentina” , trovò inoltre sostegno in F. Abbott . Fu Miller, genero di Abbott, a dimostrare l’assenza di basi scientifiche di queste ipotesi.

### Teorie estrinseche

#### Teoria acida chimico-parassitaria
Essa venne introdotta da Miller ed è tutt'oggi la più accreditata. Secondo tale teoria i germi contenuti nella flora batterica abituale della bocca, specialmente gli streptococchi e i lattobacilli, provocano una fermentazione degli zuccheri contenuti negli alimenti e danno origine alla formazione di acido lattico. Questo decalcifica i tessuti duri del dente e provoca la formazione di piccole cavità nelle quali, successivamente, altri germi producono enzimi proteolitici che intaccano la parte organica della dentina potendo così arrivare fino alla polpa. La teoria chimico-parassitaria viene esposta compiutamente in "The micro-organism of the human mouth".

## The Micro-Organism of the Human Mouth
Nel 1889 uscì, in Germania, “Die Mikrorgasnismen der Mundhole” nel quale è compiutamente espressa la teoria acido chimico-parassitaria. L'anno successivo fu pubblicato negli USA, con il titolo “The Micro-Organisms of the Human Mouth (I microrganismi della bocca umana)” e con il sottotitolo “The local and general diseases which are caused by them" (Le malattie locali e generali che sono da essi causate). Va precisato che, quando il libro apparve, l’autore americano aveva già divulgato la sua teoria in una serie di articoli. Il testo, che si occupa specificamente della carie solo in alcuni capitoli, può essere diviso in due parti:
- La prima parte (capitoli 1-9) tratta degli studi batteriologici generali. Di particolare rilevanza è l'ottavo capitolo dedicato all'eziologia, la patogenesi e all'influenza della civilizzazione su di essa.
- La seconda parte (capitoli 10-11-12) si occupa dei batteri patogeni presenti nella bocca e delle varie malattie sistemiche che essi producono.

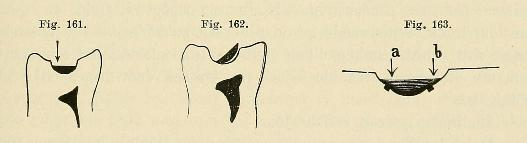
Immagine tratta da: "The Micro- Organism of the Human Mouth", 1890

Il libro consiste principalmente in una raccolta di indagini pubblicate in parte su alcuni giornali americani, tedeschi e inglesi, e in parte pubblicati per la prima volta da Miller. In particolare, i primi tre capitoli del libro sono dedicati ai lettori che, non avendo un'adeguata conoscenza scientifica sulla carie, non sarebbero in grado di capirne il funzionamento. L'intento di Miller, manifestato nella prefazione del libro, era quello di "realizzare una migliore comprensione della natura e del grado di crescita batterica nella bocca umana, degli effetti disastrosi che questi sono in grado di produrre e, di conseguenza, un più appropriato apprezzamento dell'importanza della chirurgia dentale e dell'igiene dentale come branca della medicina generale." 
Come detto in precedenza, in questo libro Miller espone compiutamente la propria teoria sulla causa della carie, che può essere riassunta utilizzando le parole dello stesso autore:
“La carie dentale è un processo chimico-parassitario consistente in due stadi chiaramente distinti: decalcificazione, o rammollimento del tessuto, e dissoluzione del residuo rammollito. Nel caso dello smalto, tuttavia, il secondo stadio è praticamente assente, poiché la decalcificazione dello smalto significa praticamente la sua distruzione”.

(W.D. Miller, 1889)

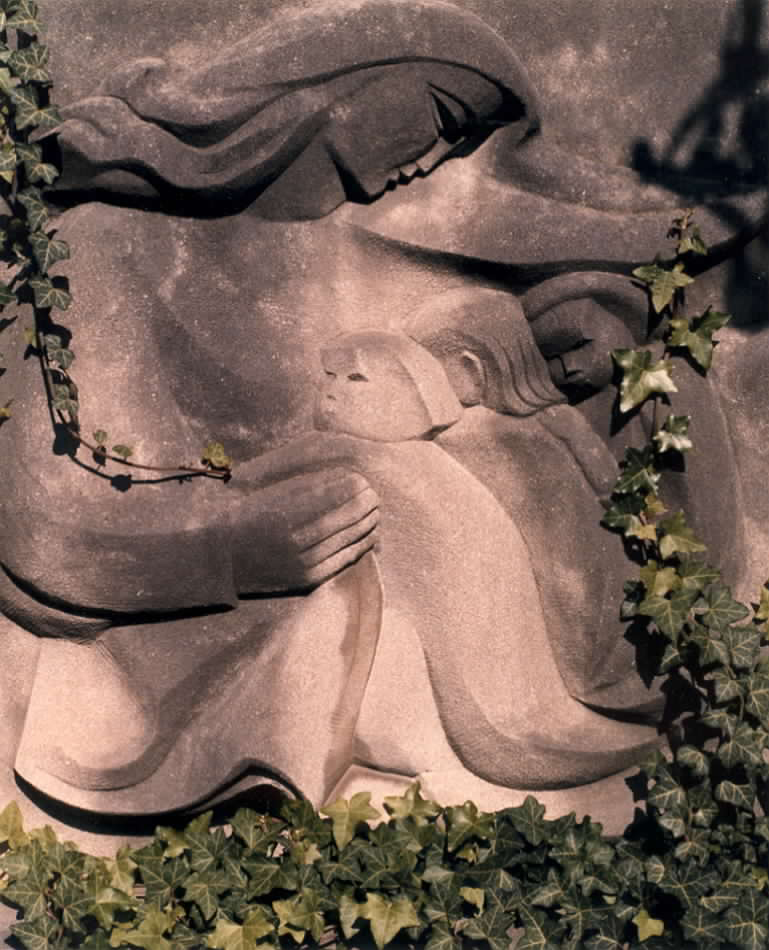
Monumento dedicato a Miller presso L'Università del Michigan. Samuel Cashwan 1940

Avvalora poi questa tesi con una serie di esperimenti, confutando così le teorie maggiormente accreditate all'epoca, tra cui la teoria infiammatoria o virale.

## Monumenti e ricordi
Diversi monumenti sono stati dedicati a Miller, tra cui una statua scolpita nel 1940 da Samuel Cashwan su commissione dell'Università del Michigan, e la scultura, alta quasi 2,5 metri, completata nel 1915, da Frederick Cleveland Hibbard, su richiesta della Ohio State Dental Society, oggi esposta all'Università Statale dell'Ohio. Inoltre gli è stata dedicata una targa nella sua città natale Alexandria, ed è stato intitolato in suo onore il W.D. Miller Clinical Research Center presso l'Università della Pennsylvania, nel 1981.

## Opere
- Die Mikroorganismen der Mundhöhl (1889)
- The Human Mouth as a Focus of Infection
- The Disinfection of Dental and Surgical Instruments

## Riconoscimenti
- Dottorato onorario dall'Università del Michigan[31]
- Royal Professor (1884) all'Università di Berlino[32]
- Laurea Honoris causa in Fisica dall'Università dell'Ohio (1885)[4]
- L'imperatore tedesco, Guglielmo II di Germania, gli conferì il titolo di Geheim Medizinalarat (Consigliere Medico Privato) (1906)[6]
- Eletto membro onorario da più di 40 società dentali
- Presidente della Associazione Centrale dei Dentisti Tedeschi per sei anni[4]
- Presidente della World Dental Federation (1904)[13]
- la "Miller Cup", torneo di golf in Germania[17]